# Drassodex
Drassodex là một chi nhện trong họ Gnaphosidae.